# Брундза, Стасис Казимирович
Стасис Брундза (лит. Stasys Brundza, 22 февраля 1947, Каунас, Литовская ССР, СССР) — советский и литовский автогонщик, участник чемпионата мира по ралли, заслуженный мастер спорта СССР (1979), 10-кратный чемпион СССР по ралли.

## Биография
Родился в семье Казимира Ионовича Брундзы, профессора кафедры ботаники Вильнюсского педагогического института и Констанции Юлиановны.
Впервые сел за руль в 5 лет, в 9 лет мог уже ездить сам.
В автогонках дебютировал в 1963 году в возрасте 16 лет. На машине родителей стартовал в ралли протяжённостью 250 км, организованном спортивной секцией Каунасского радиозавода (на котором он позже работал), и смог сразу одержать победу. Через год выступил на командном ралли «Прибалтика», также на семейной «Волге», попал в свою первую аварию в автоспорте. Позже был принят в спортивную секцию и далее выступал уже на клубных машинах. В 1966 году на сборах перед ралли чемпионата СССР получил тяжёлую травму — компрессионный перелом трех позвонков, выпав из перевернувшегося спортивного «Запорожца».
Семь лет работал в Ижевске водителем-испытателем на автомобильном заводе ИЖ в бюро испытаний спортивных автомобилей. Параллельно выступал в ралли, входил в сборную СССР, где много лет считался ведущим пилотом. Получал высокие оценки за мастерство вождения и профессиональное отношение к делу с самого начала своей спортивной карьеры.
В 1976 году окончил Вильнюсский инженерно-строительный институт по специальности «Автомобиль и автохозяйство».
В 1978—1988 — руководитель экспериментального участка по подготовке спортивной техники при Вильнюсской фабрике транспортных средств (ВФТС), параллельно имел должности заместителя главного конструктора и заместителя главного инженера всего завода. Там наладил производство спортивных «Лада-ВФТС» на базе ВАЗ-2105. Позже фабрика отделилась от завода и стала самостоятельным предприятием — ЭВА (автомобиль «Лада-2108 ЭВА Турбо»).
В 1988—1992 — директор Экспериментального вильнюсского автозавода (ЭВА).
В 1992—2001 — генеральный импортер автомобилей Volkswagen и Audi в Литве, ЭВА стал официальным сервисом VW в Литве.
С 1996 года — президент Литовского автомобильного клуба (ныне — почётный). С 2000 года — президент Литовского Роллс-Ройс клуба.
До 2011 года — президент совета директоров банка «Snoras». В руководил проектом строительства автодрома в пригороде Вильнюса по проекту Германа Тильке.
С 1 июля 2014 по 13 ноября 2016 года — депутат Сейма Литвы от партии Путь мужества.

## Спортивные достижения
- 10-кратный чемпион СССР по ралли (в период 1971—1983).
- Трёхкратный чемпион РСФСР по ралли.
- 19 раз стартовал в чемпионате мира по ралли. Лучшее достижение — 6-е место на ралли Акрополис-1976, за рулём ВАЗ-2103. Это лучший результат для советского раллиста и советского автомобиля в истории WRC[12][13].
- Трёхкратный победитель финского этапа чемпионата мира по ралли в своём классе (1980—1982)[14][15][16].
- Победитель ралли Тур Европы 1974 года.
- Бронзовый призёр международных ралли: Рейд Польский (1972), Татры (1977), Шумава (1985).
- Участвовал на спортивной «Ниве» в австралийском трансконтинентальном автомарафоне Wynn's Safari'1986[англ.], проходившем по маршруту Сидней — Дарвин[17][18].
- Участник 24-часовой гонки на Нюрбургринге (1998—2000).

Спортивную карьеру Брундза завершил в 2000 году, выступив на Нюрбургринге за рулём Porsche 911.

## Личная жизнь
Со второй женой Аудроне проживает большую часть времени в Испании.
Ездит на Maybach, Aston Martin DB7, Cadillac Escalade и Bentley Continental R.
Коллекционер автомобилей (имеются несколько уникальных моделей, например Aston Martin Vantage, удлинённая Aston Martin Lagonda 1984 года, «Линкольн» президента Л. Джонсона). Из более чем 100 экспонатов Музея антикварных автомобилей и славы транспортного спорта (в Вильнюсе) основная часть экспозиции принадлежит Брундзе, который начал коллекционировать автомобили с 1979 года. Коллекция автомобилей «Кадиллак» в этом музее — самая большая в Европе.

## Награды
В 1977 году был награждён орденом «Знак Почёта».